# Metapenaeopsis aegyptia
Metapenaeopsis aegyptia är en kräftdjursart som beskrevs av Bella S. Galil och Daniel Golani 1990. Metapenaeopsis aegyptia ingår i släktet Metapenaeopsis och familjen Penaeidae. Inga underarter finns listade i Catalogue of Life.